# اوبرشتن
اوبرشتن (به آلمانی: Oberstedten) یک منطقهٔ مسکونی در آلمان است که در اوبراورزل واقع شده‌است.